# Palais Trevisan Pisani
Le palais Trevisan Pisani, aussi appelé palais Somachi, est un palais de Venise, situé dans le sestiere de San Marco, donnant sur le Campo Sant'Angelo, à côté du palazzo Gritti Morosini.

## Histoire
Construit au XVIIe siècle pour la famille Trevisan, il a été bientôt remis à la famille Pisani. Actuellement encore privé, il est dans un bon état de conservation.

## Architecture

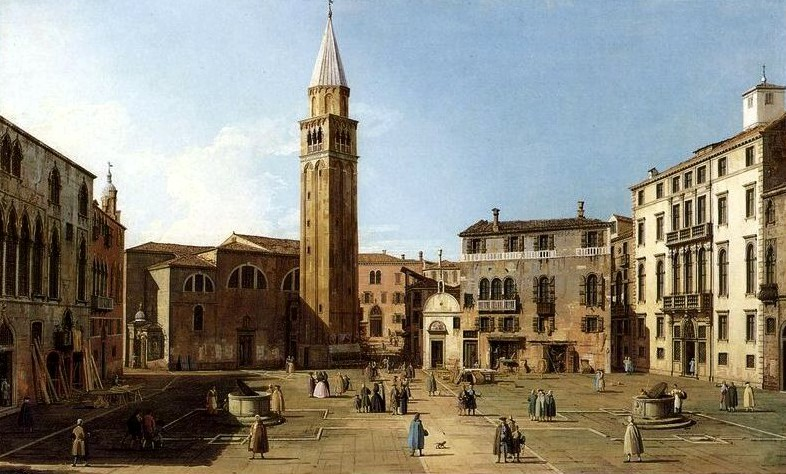
Palais Trevisan Pisani (à droite) dans un tableau de Canaletto ; au centre, l'église de Sant'Angelo

Dans la partie centrale, en pierre d'Istrie, se trouvent les éléments d'intérêt majeur de la façade du rez-de-chaussée: un grand portail d'époque, deux étages, des arcs au premier étage.